# مسجد الرحمة (ليفربول)
مسجد الرحمة يقع على شارع هاثرلي في توكستث [الإنجليزية]، ليفربول، انكلترا، ويستوعب ما بين 2,000 و 2,500 شخص  ويعد بمثابة المكان الرئيسي للعبادة ونقطة مركزية لمجتمع ليفربول المسلم البالغ 25,000 مسلم. مسجد الرحمة حاليا يعد أكبر المساجد الثلاثة في ليفربول، يليه مسجد بيني لين ومسجد والمركز الإسلامي المقترح في مدرسة انفيلد المجتمعية الشاملة سابقا.